# Turó de Guillempere
El Turó de Guillempere és una muntanya de 487 metres que es troba entre els municipis de Balsareny i de Sallent, a la comarca catalana del Bages.